# Ossana
Ossana é uma comuna italiana da região do Trentino-Alto Ádige, província de Trento, com cerca de 765 habitantes. Estende-se por uma área de 25 km², tendo uma densidade populacional de 31 hab/km². Faz divisa com Peio, Vermiglio, Pellizzano, Pinzolo e Carisolo.